# Agrypnus
Genre
Agrypnus est un genre d'insectes de l'ordre des coléoptères et de la famille des Elateridae (taupins).

## Liste des espèces et sous-espèces
Selon NCBI (17 août 2014) :
- Agrypnus acuminipennis
- Agrypnus argillaceus
- Agrypnus binodulus
  - sous-espèce Agrypnus binodulus binodulus
  - sous-espèce Agrypnus binodulus coreanus
- Agrypnus bipapulatus
- Agrypnus fuliginosus
- Agrypnus gypsatus
- Agrypnus herzi
- Agrypnus judex
- Agrypnus kawamurae
- Agrypnus montanus
- Agrypnus murinus
- Agrypnus musculus
- Agrypnus scrofa
  - sous-espèce Agrypnus scrofa scrofa
- Agrypnus sinensis